# Кандидони
Кандѝдони (на италиански: Candidoni) е село и община в Южна Италия, провинция Реджо Калабрия, регион Калабрия. Разположено е на 239 m надморска височина. Населението на общината е 389 души (към 2012 г.).